# 3-varietà irriducibile
In geometria, e più precisamente nella topologia della dimensione bassa, una 3-varietà irriducibile è una 3-varietà in cui ogni sfera borda una palla. Una 3-varietà che contiene una sfera non bordante una palla è invece detta riducibile: questa può essere effettivamente "ridotta" a una varietà più semplice tramite l'operazione inversa della somma connessa. Una 3-varietà è prima se non è ottenuta come somma connessa non banale di due varietà. I concetti di irriducibile e prima sono equivalenti per tutte le 3-varietà, con due sole eccezioni. L'ipotesi di irriducibilità è però più facile da esprimere e da gestire in molti casi, ed è quindi quella usata più spesso.

## Definizioni

### Varietà irriducibile
Una 3-varietà è irriducibile se ogni sfera liscia borda una palla. Più rigorosamente, una 3-varietà
differenziabile connessa {\displaystyle M} è irriducibile se ogni sottovarietà differenziabile {\displaystyle S} omeomorfa a una sfera è bordo {\displaystyle S=\partial D} di un sottoinsieme {\displaystyle D} omeomorfo alla palla chiusa
{\displaystyle D^{3}=\{x\in \mathbb {R} ^{3}\ |\ |x|\leq 1\}.}
L'ipotesi di differenziabilità per {\displaystyle M} non è importante, perché ogni 3-varietà topologica ha un'unica struttura differenziabile. L'ipotesi che la sfera sia liscia (cioè che sia una sottovarietà differenziabile) è invece importante: la sfera deve avere infatti un intorno tubolare.
Una 3-varietà non irriducibile è riducibile.

### Varietà prima
Una 3-varietà connessa {\displaystyle M} è prima se non è ottenibile come somma connessa
{\displaystyle M=N_{1}\#N_{2}}
di due varietà entrambe distinte da {\displaystyle S^{3}} (o, analogamente, entrambe distinte da {\displaystyle M}).

## Esempi

### Spazio euclideo
Lo spazio euclideo tridimensionale {\displaystyle \mathbb {R} ^{3}} è irriducibile: ogni sfera liscia nello spazio borda effettivamente una palla. 
D'altra parte, la sfera di Alexander è una sfera in {\displaystyle \mathbb {R} ^{3}} non liscia, che non borda una palla: l'ipotesi sulla liscezza della sfera è quindi necessaria.

### Sfera, spazi lenticolari
La sfera {\displaystyle S^{3}} è irriducibile. Lo spazio prodotto {\displaystyle S^{2}\times S^{1}} non è irriducibile: infatti la sfera {\displaystyle S^{2}\times \{pt\}} (dove 'pt' è un qualsiasi punto di {\displaystyle S^{1}}) ha complementare connesso, e quindi non può essere bordo di una palla.
Uno spazio lenticolare {\displaystyle L(p,q)} con {\displaystyle p\neq 0} (distinto quindi da {\displaystyle S^{2}\times S^{1}}) è irriducibile.

## Varietà prime e irriducibili
Una 3-varietà è irriducibile se e solo se è prima, tranne in due casi: il prodotto {\displaystyle S^{2}\times S^{1}} ed il fibrato non orientabile di sfere su {\displaystyle S^{1}} sono entrambe prime ma non irriducibili.

### Da irriducibile a prima
Una varietà irriducibile {\displaystyle M} è effettivamente prima. Infatti, se 
{\displaystyle M=N_{1}\#N_{2},}
la {\displaystyle M} è ottenuta rimuovendo due palle da {\displaystyle N_{1}} e {\displaystyle N_{2}}, e quindi incollando le due sfere di bordo risultanti. Queste due sfere incollate formano una sfera {\displaystyle S} in {\displaystyle M}. Per ipotesi, deve bordare una palla. Ripercorrendo l'operazione di somma connessa a ritroso, {\displaystyle N_{1}} oppure {\displaystyle N_{2}} è ottenuta incollando due palle chiusa per il bordo. Questa operazione porta però soltanto ad {\displaystyle S^{3}}: quindi uno dei due fattori è in realtà banale, e la varietà {\displaystyle M} è prima.

### Da prima a irriducibile
Sia {\displaystyle M} una varietà prima. Sia {\displaystyle S} una sfera in essa contenuta. Tagliando lungo {\displaystyle S} si può ottenere una sola varietà {\displaystyle N} oppure due varietà {\displaystyle M_{1}} e {\displaystyle M_{2}}. Nel secondo caso, incollando due palle chiuse nei due nuovi bordi sferici si ottengono due varietà {\displaystyle N_{1}} e {\displaystyle N_{2}} tali che
{\displaystyle M=N_{1}\#N_{2}.}
Poiché {\displaystyle M} è prima, una delle due, ad esempio {\displaystyle N_{1}}, è {\displaystyle S^{3}}. Quindi {\displaystyle M_{1}} è {\displaystyle S^{3}} meno una palla: è quindi anch'esso una palla. La sfera {\displaystyle S} quindi borda una palla: la varietà {\displaystyle M} è quindi irriducibile.
Resta da considerare il caso in cui tagliando lungo {\displaystyle S} si ottiene un pezzo solo {\displaystyle N}. Esiste quindi una curva semplice chiusa {\displaystyle \gamma } in {\displaystyle M} intersecante {\displaystyle S} in un punto solo. Sia {\displaystyle R} l'unione di due intorni tubolari di {\displaystyle S} e {\displaystyle \gamma }. Il bordo {\displaystyle \partial R} risulta essere una sfera: questa deve bordare una palla. La varietà risultante è quindi pressoché determinata, e un'analisi attenta porta a verificare che si tratta di {\displaystyle S^{2}\times S^{1}} oppure dell'altro fibrato non orientabile.